# Umag Trophy 2016
L'Umag Trophy 2016, quarta edizione della corsa, valido come evento dell'UCI Europe Tour 2016 categoria 1.2, si svolse il 2 marzo 2016 su un percorso di 154 km, con partenza ed arrivo a Stela Maris, in Croazia. Fu vinto dal tedesco Jonas Bokeloh, che giunse al traguardo con il tempo di 3h21'02" alla media di 45,96 km/h, davanti al russo Mamyr Staš e all'italiano Filippo Fortin.
Alla partenza erano presenti 192 ciclisti dei quali 172 completarono la gara.

## Ordine d'arrivo (Top 10)
| Pos. | Corridore           | Squadra     | Tempo    |
| ---- | ------------------- | ----------- | -------- |
| 1    | Jonas Bokeloh       | Klein       | 3h21'02" |
| 2    | Mamyr Staš          | Gazprom     | s.t.     |
| 3    | Filippo Fortin      | GM Europa   | s.t.     |
| 4    | Michele Viola       | Meridiana   | s.t.     |
| 5    | Josip Rumac         | Synergy     | s.t.     |
| 6    | Christopher Lawless | JLT Condor  | s.t.     |
| 7    | Guillaume Boivin    | C. Academy  | s.t.     |
| 8    | Jan Maas            | Rabobank D. | s.t.     |
| 9    | Rok Korošec         | Radenska    | s.t.     |
| 10   | Dušan Kalaba        | Start-Vaxes | s.t.     |